# Lydia Gottschewski
Lydia Gottschewski, född 1906, död 1989, var en tysk nazist. 
Hon var ordförande för Bund Deutscher Mädel februari-juni 1933 och Nationalsozialistische Frauenschaft 1933-1934.